# Poul Schlüter
Poul Holmskov Schlüter (/pʌʊ̯l hʌlmsɡʌʊ̯ slydɐ/) (Tønder, 3 de abril de 1929-27 de mayo de 2021) fue un político danés, que ocupó el cargo de primer ministro de su país entre 1982 y 1993.

## Biografía
Nacido en Tønder, en el sur Jutlandia, en una familia de ricos comerciantes; su padre había nacido en el norte de Alemania, y su madre era danesa. Se graduó de la Universidad de Copenhague en 1957 con un título en derecho, y se unió al colegio de abogados en 1960. Schlüter era miembro del Parlamento danés (Folketinget) por el Partido Popular Conservador de 1964 a 1994. También fue presidente del Partido Popular Conservador de 1974 a 1977 y de 1981 a 1993.
En 1982, después de que el primer ministro Anker Jørgensen se viera obligado a renunciar, Schlüter formó una coalición de cuatro partidos y fue nombrado su sucesor. Fue el primer miembro del Partido Popular Conservador en convertirse en primer ministro, así como el primer conservador en ocupar el cargo desde 1901. Durante su tiempo como primer ministro, fue nombrado «Político Nórdico del Año» en 1984. Desde entonces se le ha otorgado una gran cantidad de premios y medallas danesas e internacionales.
Anteriormente, se desempeñó como miembro del Consejo de Europa de 1971 a 1974, y dirigió la delegación danesa al Consejo Nórdico, donde se desempeñó como miembro del Presidium del Consejo, en 1978 y 1979.
Cuando Dinamarca entró en recesión en la década de 1980, el gobierno de Poul Schlüter respondió con un severo programa de austeridad, recortando el gasto público y poniendo fin a la política de devaluación de la moneda. El desempleo aumentó hasta el 13,8%, decenas de miles de familias perdieron sus casas y se recortaron los programas sociales. En 1992, el IVA pasó del 22% al 25%.  Al mismo tiempo, se introduce una nueva política fiscal mucho más favorable para las empresas y los empresarios: se reduce a cero la cuota patronal de las cotizaciones a la seguridad social y se recortan los "impuestos regionales" y los impuestos sobre los beneficios.
Se retiró como primer ministro en 1993 después de que una investigación descubriera que había informado mal al Parlamento danés. El caso se conocía como Caso Tamil, (en danés: "Tamilsagen"), ya que involucraba solicitudes de asilo de tamiles refugiados.
Después de su retiro como primer ministro en 1993, Schlüter se desempeñó como miembro del Parlamento Europeo de 1994 a 1999, los primeros tres años como vicepresidente del organismo.
En 2003, Schlüter fue nombrado por el ministro de Cooperación sueco como su enviado especial para promover la libertad de movimiento en los países nórdicos. Poul Schlüter debía trabajar en formas de aumentar la libertad de movimiento individual y presentar propuestas específicas a la sesión Consejo Nórdico en octubre de 2003.
En 2004, Poul Schlüter cofundó el primer grupo de expertos danés de libre mercado CEPOS y pronunció el discurso de apertura en la recepción de apertura de CEPOS en el Hotel D'Angleterre en Copenhague.
La autobiografía de Schlüter, "Sikken et liv" ("Qué vida"), fue publicada en 1999 y ha sido reimpresa varias veces.